# Elizabeth Akers Allen
Pour les articles homonymes, voir Elizabeth Allen et Allen.
Elizabeth Akers Allen, également connue sous le nom de plume de Florence Percy ou Elizabeth Akers (9 octobre 1832, Strong - 7 août 1911, Tuckahoe), est une journaliste et poétesse américaine. 

## Biographie
Elizabeth Anne Chase passe son enfance dans l'État du Maine. Après le décès de sa mère alors qu'elle n'est encore qu'un nourrisson, la famille déménage à Farmington. Plus tard, elle intègre la Farmington Academy. En 1851, elle épouse Marshall S. M. Taylor. Le couple emménage à Portland dès 1855. Ensemble, ils ont une fille. Leur divorce est prononcé en 1857.   
En 1860, elle épouse en secondes noces, le sculpteur américain Benjamin Paul Akers, qu'elle rencontre lors d'un séjour à Rome. Atteint de tuberculose, il décède en Italie en 1861. Leur seul enfant meurt à son tour peu de temps après. En 1865, elle se remarie avec Elijah M. Allen. Le couple demeure un temps à Richmond en Virginie, puis à Ridgewood dans le New Jersey, avant d'emménager à New York.  
En 1881, elle s'installe à Tuckahoe dans l'État de New York jusqu'à son décès en 1911. 

## Carrière professionnelle
Les premiers poèmes d'Elizabeth Akers Allen rédigés entre l'âge de douze et quinze ans, apparaissent sous le pseudonyme de Florence Percy. Beaucoup d'entre eux sont d'abord publiés dans le Portland Transcript. En 1855, elle obtient un poste d'écrivaine et de rédactrice adjointe au Portland Transcript, et l'année suivante, l'auteure publie un premier recueil de poèmes intitulé Forest Buds from the Woods of Maine, toujours sous la signature de Florence Percy. La collection remporte un succès financier.  
Pendant plusieurs années, elle fait partie de la rédaction du Portland Advertiser. Elle collabore avec la plupart des principaux magazines de l'État comme pour le Atlantic Monthly dès 1858, tout en continuant l'écriture d'œuvres poétiques.   
Le succès de son premier recueil lui permet de voyager en Europe entre 1859 et 1860. Sur place, elle officie comme correspondante pour le Portland Transcript et la Boston Evening Gazette. C'est à cette période qu'elle rédige le poème Rock Me to Sleep, Mother, son texte le plus connu, publié pour la première fois dans le Saturday Evening Post de Philadelphie, en 1859. Mis en musique, le poème se mue en une chanson populaire emblématique de la guerre civile américaine et pendant plusieurs années elle est contrainte d'en revendiquer la maternité face à un certain nombre d'auteurs se proclamant à l'origine de ces vers.        
Backward, turn backward, O time, in thy flight, 
( En arrière, reculez, O temps, dans votre fuite )
Make me a child again, just for to-night. 
( Faites de moi de nouveau un enfant, juste pour ce soir ). 
Premier couplet de Rock Me to Sleep, Mother, Elizabeth Akers Allen (1859)
Après la mort de Benjamin Paul Akers, Elizabeth Akers s'installe à Washington. En 1863, au cœur de la guerre civile, elle est nommée comme employée du gouvernement au sein du War Office. Elle est également mobilisée un temps comme infirmière. En 1866, elle publie sa deuxième collection, Poems, sous le nom d'Elizabeth Akers. Tous les volumes suivants sont signés sous le nom d'Elizabeth Akers Allen.
Après avoir vécu à Richmond, elle retourne à Portland en 1874, où elle travaille sept années comme rédactrice littéraire du Daily Advertiser. En 1881, elle s'installe à Tuckahoe et continue de publier des recueils de poésie, tels The Silver Bridge and Other Poems (1886), The High-Top Sweeting and Other Poems (1891) ou The Sunset Song and Other Verses (1902). En 1886, elle est l'auteure d'un unique roman The Triangular Society : Leaves from the Life of a Portland Family, publié chez Fogg & Donham.
Elizabeth Akers Allen était membre du Sorosis, premier club professionnel exclusivement féminin aux États-Unis.  
À sa mort, l'ensemble de ses papiers est confié au Colby College.

## Publications

### Poésie
Parmi une sélection de ses ouvrages poétiques, :
- Forest Buds from the Woods of Maine, comme Florence Percy, 1855
- Poems, comme Elizabeth Akers, 1866
- Queen Catharine's Rose, 1885
- The Silver Bridge, and Other Poems, 1885
- Two Saints, 1888
- The High-Top Sweeting, and Other Poems, 1891
- The Proud Lady of Stavoven, 1897
- The Ballad of the Bronx, 1901
- The Sunset Song, and Other Verses, 190

### Roman
- The Triangular Society : Leaves from the Life of a Portland Family, Elizabeth Akers Allen, Fogg & Donham, 1886, Réédition 2010, Kessinger Publishing, 386p,  (ISBN 1163720356)